# 会いたい (テレビドラマ)
『会いたい』（あいたい、原題：보고싶다〈ポゴシプタ〉）は、2012年11月7日から2013年1月17日に韓国のMBCにて放送されたテレビドラマ。全21話。ムン・ヒジョンが脚本を書き、パク・ユチョンが刑事役で主演を務め、イ・ジェドンとパク・チェボムが監督した恋愛ドラマである。

## あらすじ
父親に暴力を振るわれていたイ・スヨン（キム・ソヒョン）。父は逮捕され死刑となったが、周りから「人殺しの娘」と呼ばれるようになる。
一方、アメリカから帰国したばかりのハン・ジョンウ（ヨ・ジング）は、ある日スヨンと偶然出会い興味を抱く。やがて二人はお互いにとってたった一人の友達になる。ところがある日、二人は拉致されてしまう。ジョンウは父（ハン・ジニ）によって助けられるが、スヨンは行方不明になってしまう。
14年後、刑事となったジョンウ（パク・ユチョン）はスヨンを捜し続けていた。一方、「ジョイ」と改名しデザイナーとしてパリで活躍していたスヨン（ユン・ウネ）は、ファッションショーのため、14年ぶりに韓国に帰国することになる。家族同然の恋人、ハリー（ユ・スンホ）と一緒に帰国したジョイはジョンウと再会するが...

## 登場人物
- ハン・ジョンウ - パク・ユチョン[5] (子役 ヨ・ジング[6][7])

29歳、強力班の刑事で別名「イカれたウサギ」15歳のときに留学していたアメリカから帰国。イ・スヨンと出会い、彼女の初めての友だちになる。
拉致された日、スヨンを見捨てて逃げだした自分を今でも責めている。明るく気さくでストレートな性格ではあるが短気で図々しく不器用な一面もある。刑事としては非常に優秀で聞き込み調査が上手いうえに洞察力、推理力、記憶力のいずれにおいても高い実力を兼ね備えている。
- イ・スヨン/ジョイ・ル - ユン・ウネ [8](子役 キム・ソヒョン[9][10])

29歳、ファッションデザイナー。15歳のとき、周りから「人殺しの娘」「27番」などと呼ばれて生きていたが、ジョンウとの初めての出会いが彼女の運命を大きく変えることとなる。
ジョンウに見捨てられるが、後にカン・ヒョンジュンに拾われパリで名前を変えてファッションデザイナーとして14年間暮らすこととなる。明るく素直な優しい性格である反面、ジョンウにも引けを取らない洞察力を併せ持っている。また、精神的にもろい他 いじめや暴力などといった過去の嫌なトラウマも抱え込んでいるため自暴自棄にもなりやすい傾向がある。水占いが得意。
- カン・ヒョンジュン/ハリー・ボリスン - ユ・スンホ[11]

26歳、資産家。ハン・ジョンウの祖父と愛人のカン・ヒョンジュとの間に生まれる。ジョンウからは「おチビちゃん」、スヨンからは「ジュン」と呼ばれている。
幼い頃にテジュンが連れてきた恐喝用の犬に足を噛まれたせいで今も杖なしでは歩けないため、自身をこんな身体にしたテジュンに復讐の機会を狙っている。14年前にスヨンを助けて一緒に生きてきた。表向きは冷静沈着で穏やかな好青年を演じているが、本性は短気で悪知恵の働く冷酷極まりない性格でわずか12歳で殺人も犯している。キム刑事を始めとする計5人を殺害している他にもジョンウの両親に重傷を負わせ、更にはそれらの罪の全ての濡れ衣を自身を振ったスヨンに着せようとした。最終的にはジョンミョンの放った銃弾で倒れ、頭に後遺症を残したまま無期懲役の判決が下される。記憶力が良い。
- キム・ウンジュ - チャン・ミイネ

29歳、ウェブ漫画家。父のソンホと二人暮らしだったが、ある日からスヨンたちと同居することになる。明るく想像力豊かな性格で中学生の頃からジョンウに片想いしているがジョンウの想いも薄々気づいており、スヨンを置き去りにして落ち込んでいた際にはジョンウに活を入れたこともあった。
- ハン・テジュン - ハン・ジニ[12]

ジョンウの父。金融会社の代表。この物語のキーパーソンで事件全ての元凶となる人物。お金に汚く暴君で残忍な性格。お金のためなら息子も利用してしまう他、恐喝行為なども辞さない恐ろしい男で家族愛もないためジョンウはおろか彼の味方だった秘書やアルムたち家族にまでも見放されてしまう。
- ファン・ミラン - ト・ジウォン

ジョンウの義母。ファッション事業を展開している。一見ジョンウを嫌っているように見えるがそれはテジュンの恐怖から逃れるために服従していただけであり、本来はとても優しい性格でジョンウにも少なからず母親としての情と彼に対する信頼はあった。
- ハン・アルム - イ・セヨン

ジョンウの腹違いの妹。ジョンウの家族の中では唯一の味方でジョンウに対しても好意的に接しており、彼を心の底から信頼している。家族全員を大切に思っているため、血縁関係のないジョンウを暖かく出迎える他、実母であるミランを陰ながら支えるなどといった明るく機転のきく優しい性格である一方、ミランのようにテジュンに決して服従しようとしない芯の強さも併せ持っている。
- キム・ソンホ - チョン・グァンリョル

ウンジュの父。強力班刑事。誤認逮捕でスヨンの父を逮捕し、死刑にさせてしまう。そのためスヨンに辛い思いをさせてしまったと罪悪感を持つ。明るく陽気な熱血漢で面倒見が良いため、家族はもちろんジョンウやスヨンにも慕われており、2人のよき理解者の一人でもある。スヨンの死に確信をもてず、刑事を辞めてジョンウと共にスヨン探しに協力した。最終的にスヨンを見つけるものの、ヒョンジュンの計らいにより、崖から車ごと転落して死亡した。この出来事が後にジョンウが刑事を志すきっかけの一つとなる。
- キム・ミョンヒ - ソン・オクスク[13]

スヨンの母。スヨンの失踪後はジョンウと同居しながら食堂で働いている。自分のことよりも娘を大切にするかなり涙もろい性格でスヨンとの14年ぶりの再会を涙ながらに歓んでいた。また、客が少ない日には昼ドラを観て号泣したりスヨンが過去の自分を捨てようとしていることを知った際には彼女を拒絶するも相当なショックを受けていたりもした。
- カン・ヒョンジュ - チャ・ファヨン

ヒョンジュンの母。テジュンに息子を引き離されたため発狂してしまう。
- チョン・ヘミ/ミシェル・キム - キム・ソンギョン

ヒョンジュンの叔母で看護補助者。母からの頼みでジョンウの拉致をカン兄弟に依頼してヒョンジュンやスヨンと共に14年間パリで暮らしていた。
- チュ・ジョンミョン - オ・ジョンセ[14]

ジョンウの先輩で相棒。明るくとても気前の良い性格。ジョンウとスヨンの仲をしょっちゅうからかっている。
- 刑事長 - チョン・ソギョン

ジョンウの上司で、キム刑事の後輩。ジョンウの良き理解者。
- ソン・ミジョン - キム・ミギョン

江南署の掃除のおばさん。ジョンウと仲がいい。明るく陽気な性格である一方、娘の仇であるカン兄弟に恨みを持っている。
- カン・サンドゥク - パク・ソヌ

ジョンウとスヨンを拉致した犯人の一人でサンチョルの弟。スヨンに暴行をする。事件にテジュンが関わっていることを知っている唯一の証人。
- カン・サンチョル - オム·チュンベ

ジョンウとスヨンを拉致した犯人の一人で事件にテジュンが関わっていることを知っている唯一の証人。
- ナム理事/室長 - チョ・ドッキョン

ハン・テジュンの右腕ではあったがテジュンからの信頼はまるで無くて逆に厄介払いにされていたため、ヒョンジュンと手を組みお金の横領を目論んでいたが最終的にはヒョンジュンに裏切られて殺害されてしまう。
- ユン室長 - チョン・ジェホ

ハン・テジュンの元秘書でヒョンジュンの協力者。ヒョンジュンに対して尊敬の意を持ち、最後まで彼に忠誠を誓っていた。

## 受賞
- 2012年K-Drama Star Awards
  - 子役賞：キム・ソヒョン

- 2012年MBC演技大賞
  - 子役賞：ヨ・ジング、キム・ソヒョン[15]
  - 演技賞：チョン・グァンリョル
  - 男女人気賞：ユン・ウネ
  - ミニシリーズ部門俳優優秀賞：パク・ユチョン[16]
  - 韓流スター賞：ユン・ウネ
- 第49回百想芸術大賞
  - TV部門男性人気賞： パク・ユチョン 「会いたい」